# ضفدع برانسي
ضفدع برانسي (الاسم العلمي: Rana pyrenaica) (بالإنجليزية: Pyrenean frog)‏ هو نوع من البرمائيات يتبع جنس الضفدع الحقيقي من فصيلة الضفادع الحقيقية. سمي هذا النوع نسبة إلى جبال البرينيه أو جبال البرانس بين إسبانيا وفرنسا.